# Petrobras
Petrobras este o companie braziliană din industria petrolieră (fost monopol de stat). Compania este unul dintre cele mai mari concerne energetice la nivel mondial.
Petrobras deține peste 100 de platforme de producție, 16 rafinării, 30.000 kilometri de conducte și peste 6.000 de stații de benzină.
Datorită creșterii prețului petrolului, în luna mai 2008, valoarea de piață a Petrobras era estimată la 287,2 miliarde USD; prin comparație valoarea Microsoft era de 279,3 miliarde dolari.
Compania deține o capacitate totală de procesare de 2,4 milioane de barili pe zi (februarie 2009).
Număr de angajați în anul 2009: 74.240